# Ainar
Ainar (abchazsky Аинар) je politická strana v Abcházii, jež vznikla coby think tank už v roce 2010, který se stylizoval jako fond expertní podpory.

## Dějiny
Po svém založení v roce 2010 se think tank Ainar snažil podporovat povědomí obyvatel o problematice budování státu. Členové Ainaru, mezi nimiž byli převážně mladí specialisté na poli ekonomie, medicíny, práva a informačních technologií, vypracovali během prvních pár let fungování organizace několik návrhů a modelů pro další rozvoj země, ale časem se ukázalo, že roste počet sympatizantů této do té doby spíše uzavřené společnosti, kteří měli stejné názory. Proto bylo na kongresu Ainaru dne 18. prosince 2014 rozhodnuto přetvořit Ainar v politickou stranu. V té době už také převládal názor, že je třeba nikoliv pouze poskytovat konzultantskou výpomoc vládnoucí moci, ale přebudovat politický systém země na základě abchazské národní ideologie Apsuara.
Příprava na transformaci trvala několik měsíců a byla završena 4. září 2015, kdy člen Ainaru Almas Džapva, jenž byl v té době poslancem Abchazského lidového shromáždění, svolal ustavující sjezd strany. Na něm byl zvolen předsedou Tengiz Džopva. Tomu měla pomáhat pětičlenná politická rada s tím, že nikdo nebude starší 40 let. Členy této rady byli Batal Kacija, Adgur Lagvilava, Dmitrij Gabelija, Beslan Barcic a předseda strany Tengiz Džopva. Dále byla ustavena nejvyšší stranická rada o 30 až 40 členech bez rozdílů věku. Cílem strany, jejíž členové si říkají Ainarovci, má být dle programu schváleného na tomto ustavujícím sjezdu jednota národa, aby nebylo snadné ho rozeštvat zvenčí, Apsuara a přímá demokracie. Mezi další témata patří například jazyková politika směřující k zachování existence abcházštiny, reforma školství, zdravotní péče a jiné.